# Chrobotek strzępiasty

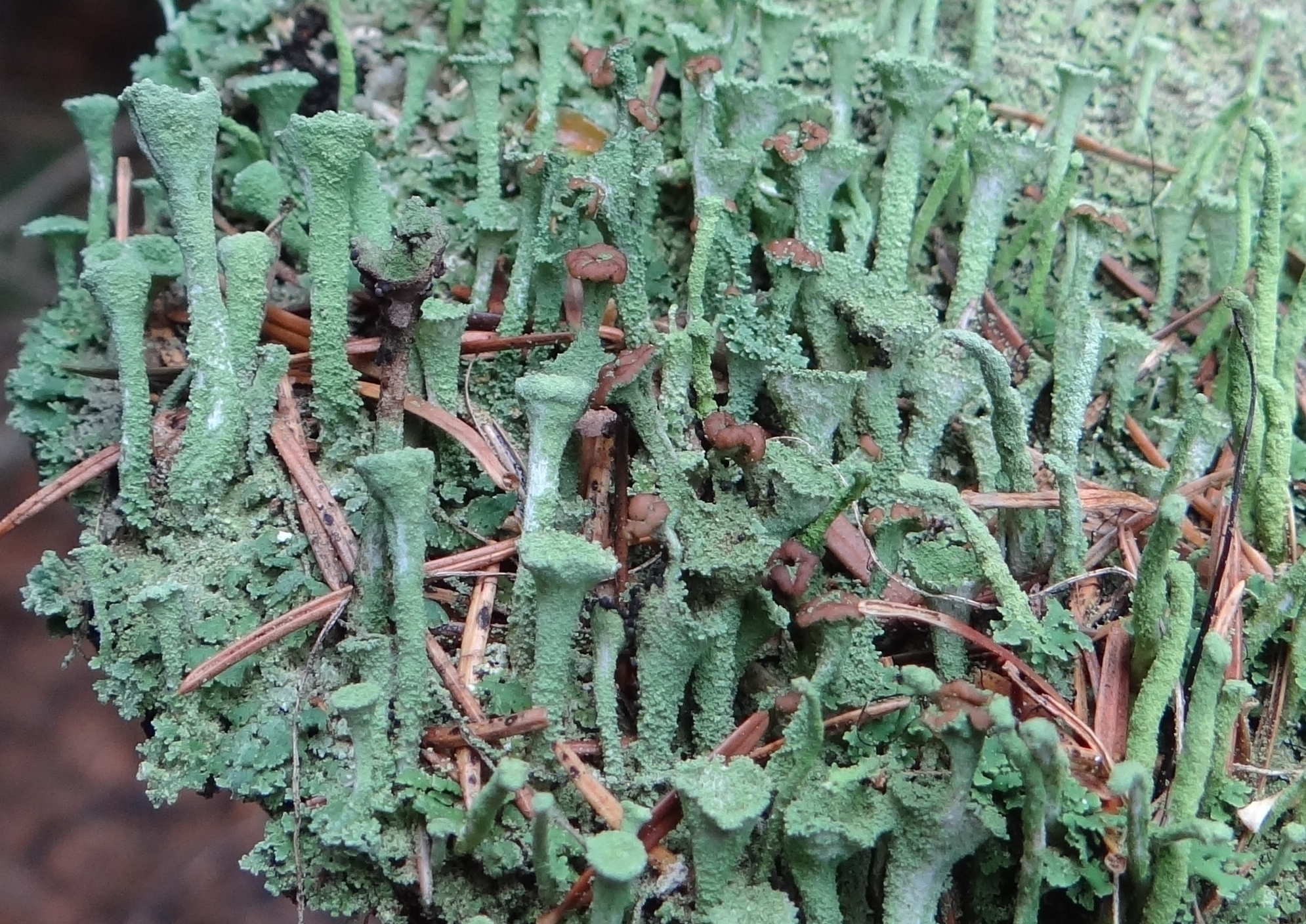
Podecja z apotecjami

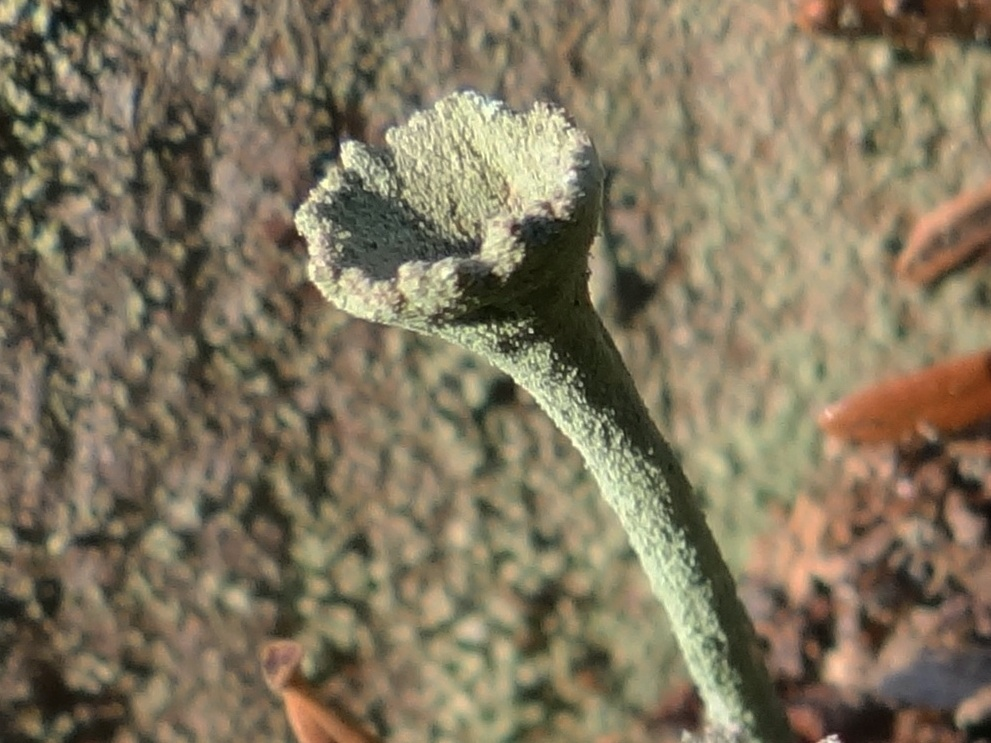
Podecjum

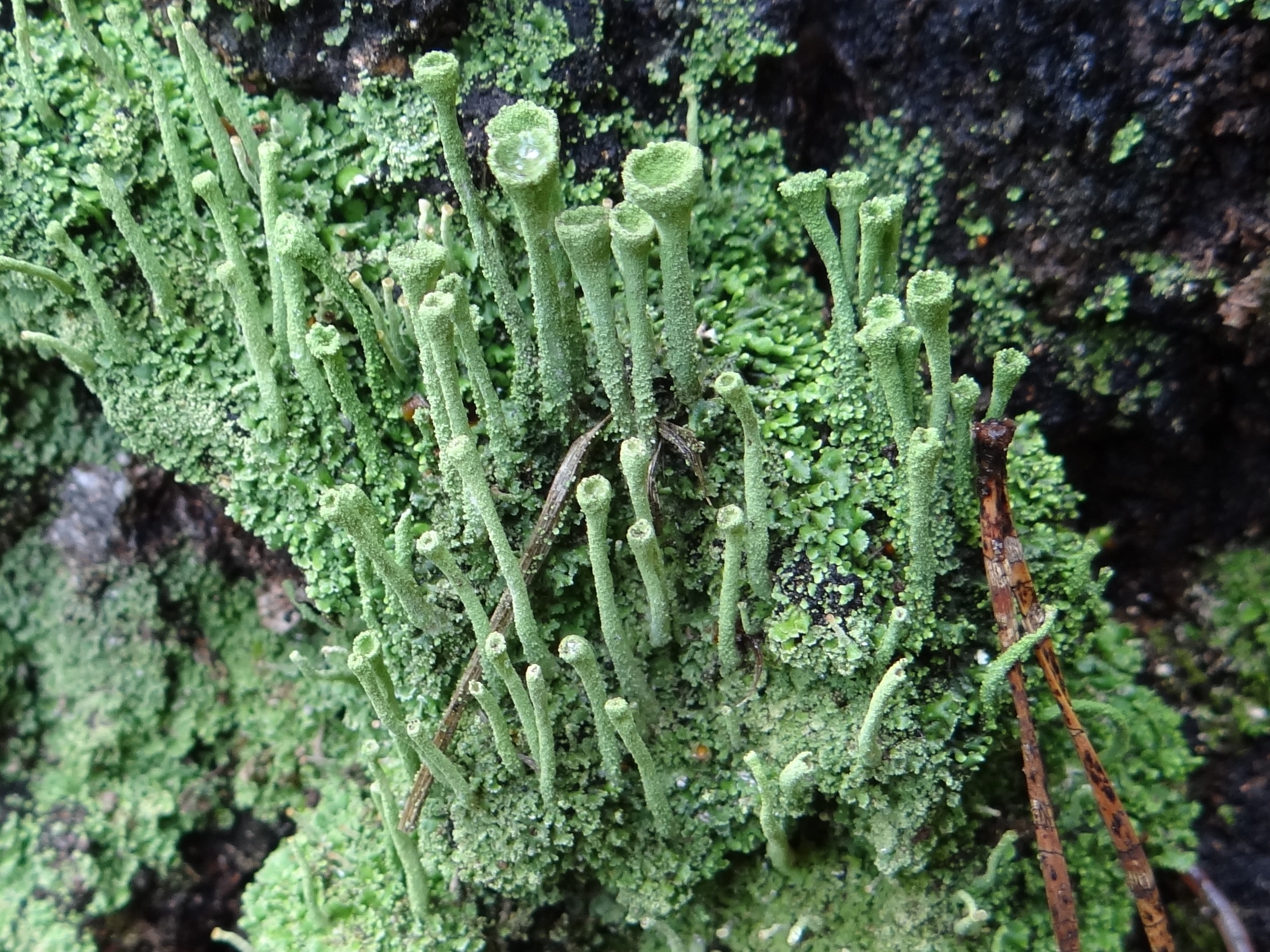

Chrobotek strzępiasty (Cladonia fimbriata (L.) Fr.) – gatunek grzybów należący do rodziny chrobotkowatych (Cladoniaceae). Ze względu na współżycie z glonami zaliczany jest do porostów. 

## Systematyka i nazewnictwo
Pozycja w klasyfikacji według Index Fungorum: Cladonia, Cladoniaceae, Lecanorales, Lecanoromycetidae, Lecanoromycetes, Pezizomycotina, Ascomycota, Fungi
Po raz pierwszy takson ten zdiagnozował w roku 1753 Karol Linneusz nadając mu nazwę Lichen fimbriatus (w tłumaczeniu na język polski: porost strzępiasty). Obecną, uznaną przez Index Fungorum nazwę nadał mu w roku 1756 Elias Fries, przenosząc go do rodzaju Cladonia. 
Niektóre synonimy naukowe:
- Cenomyce pyxidata var. fimbriata (L.) Ach.
- Cladonia fimbriata f. major (K.G. Hagen) Vain. 1894
- Cladonia fimbriata var. major (K.G. Hagen) H. Magn. 1936
- Cladonia fimbriata var. simplex (Weiss) Flot. ex Vain. 1894
- Cladonia major (K.G. Hagen) Sandst. 1927
- Cladonia major (K.G. Hagen) Sandst. 1927 f. Major
- Cladonia minor f. simplex (Weiss) M. Choisy 1951
- Lichen fimbriatus L. 1753
- Lichen major K.G. Hagen 1782
- Lichen simplex Weiss 1770

Nazwa polska według Krytycznej listy porostów i grzybów naporostowych Polski. 

## Charakterystyka
Na podłożu tworzy plechę pierwotną złożoną z trwałych łuseczek o długości do 6 mm i szerokości do 4 mm. Są one nieregularnie karbowane, ząbkowane lub zatokowo wycięte. Z plechy tej wyrastają podecja o wysokości 6–30 mm (wyjątkowo do 40 mm) i szerokości 1–2 mm. Zarówno plecha, jak i podecja mają kolor od szarego do zielonkawego. Podecja są pojedyncze, nierozgałęziające się i mają postać "trąbki", której rozszerzony koniec ma średnicę 2-6 mm. Obrzeża trąbki są postrzępione, a powierzchnia pokryta jest mącznymi urwistkami (sorediami). Reakcje barwne: Pd + czerwone, K –.
Dość często na brzegach kieliszków wyrastają brązowe apotecja, pojedynczo lub w grupach po kilka,. Mają średnicę 0,8–3 mm i są siedzące lub mają krótkie trzoneczki. W jednym worku powstaje po 8 bezbarwnych, jednokomórkowych zarodników o rozmiarach 8–14 × 2–3,5 μm. Rozmnaża się także wegetatywnie przez urwistki oraz fragmentację plechy. 
Kwasy porostowe: kwas fumarioprotocetrariowy.

## Występowanie i siedlisko
Występuje na wszystkich kontynentach świata z wyjątkiem Antarktydy, ale jest na należących do Antarktyki wyspach Szetlandy Południowe i Orkady Południowe. Występuje także na wielu wyspach na całym świecie. Na półkuli północnej północna granica zasięgu sięga po Grenlandię i Svalbard. 
Chrobotek strzępiasty jest najczęściej w Polsce spotykanym gatunkiem chrobotka. Wśród porostów rosnących na ziemi (epigeity) stanowi aż 57%, wśród porostów rosnących na korze drzew 20%, wśród rosnących na drewnie 15%
W Polsce występuje pospolicie na terenie całego kraju. Rośnie najczęściej na drewnie – u podstawy pni, na próchniejących pniakach, ale także na piaszczystej lub próchnicznej glebie.

## Gatunki podobne
Jest wiele podobnych gatunków chrobotków wytwarzających podecja z kieliszkowatymi zakończeniami i brązowymi owocnikami. Oprócz chrobotka strzępiastego w Polsce są to m.in.:
- chrobotek kieliszkowaty (Cladonia chlorophaea). Ma większe kieliszki, jego podecja rozszerzają się od samego dołu, lub co najmniej od połowy wysokości. Czasami wytwarza piętrowe podecja,
- chrobotek kubkowy (Cladonia pyxidata). Ma większe, bardziej rozwarte kieliszki,
- chrobotek rozetkowy (Cladonia pocillum). Występuje na wapiennym podłożu,
- chrobotek krępy (Cladonia humilis). Ma krótkie podecja, mączyste urwistki i wytwarza atranorin.

Rozróżnienie tych gatunków jest trudne, wymaga porównania morfologii owocników i szczegółów budowy podecjów. Czasami, szczególnie w przypadku okazów młodych lub bardzo starych jest to niemożliwe. Według niektórych lichenologów nie wszystkie te porosty są traktowane jako odrębne gatunki, lecz jako odmiany, chemotypy lub ekotypy. Index Fungorum uznaje je za odrębne gatunki, jednak pewne ustalenie ich taksonomii i odrębności wymaga badań.